# 乙酰丙酮铬
乙酰丙酮铬是一种配位化合物，化学式为Cr(C5H7O2)3，有时写作Cr(acac)3。这种紫色配合物在NMR光谱中用作弛豫剂，因为它具有顺磁性，且可溶于非极性有机溶剂。

## 制备
乙酰丙酮铬可由三氧化二铬和乙酰丙酮（Hacac）反应得到：
Cr2O3  +  6 Hacac   →  2 Cr(acac)3  +  3 H2O